# (18891) Kamler
(18891) Kamler (2000 EF40) – planetoida z pasa głównego asteroid okrążająca Słońce w ciągu 3,78 lat w średniej odległości 2,43 j.a. Odkryta 8 marca 2000 roku.